# Museo arqueológico Castillete de Colombi

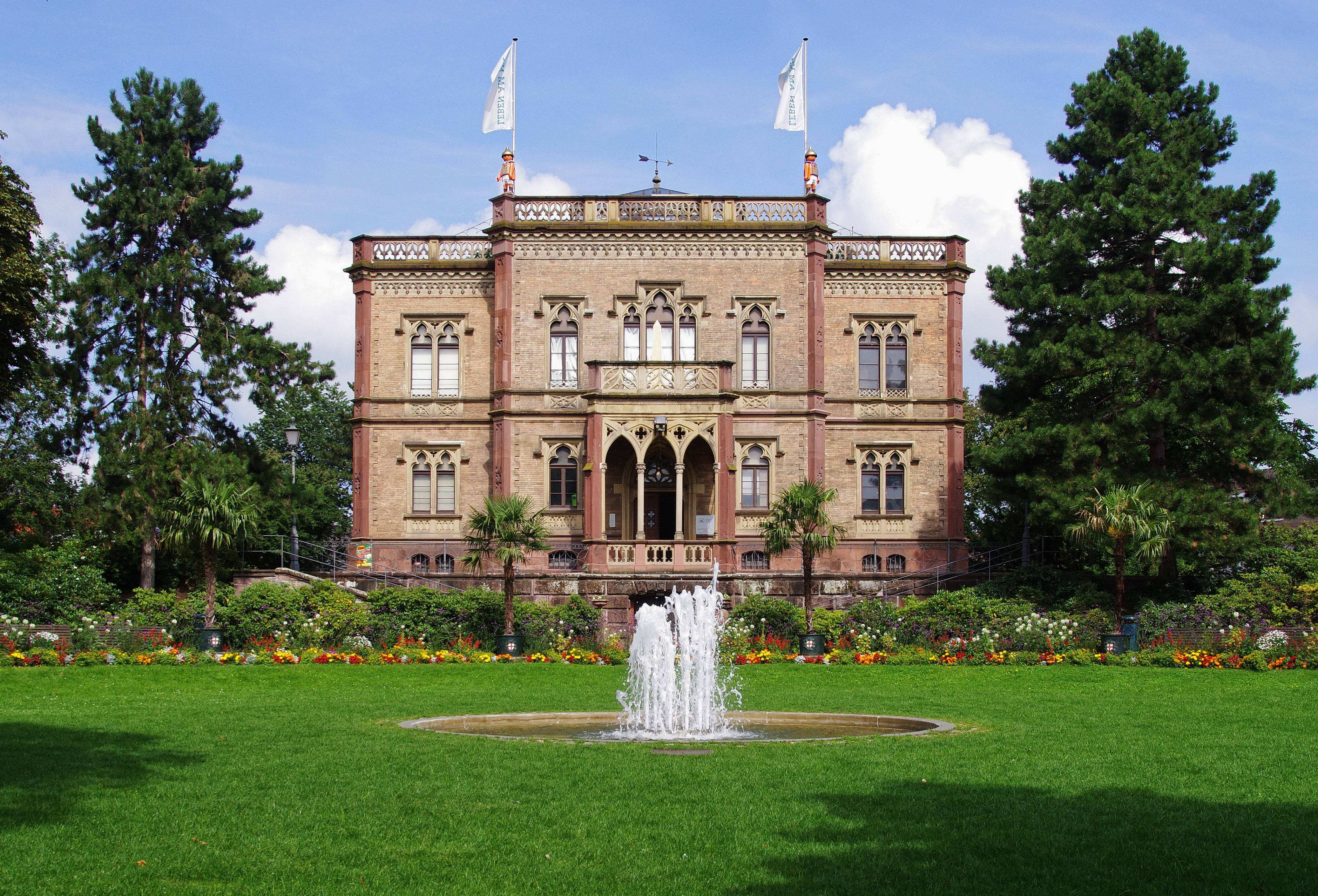
El Museo arqueológico Castillete de Colombi (nombre local: Archäologisches Museum Colombischlössle) es un museo municipal de Friburgo de Brisgovia, Baden-Wurtemberg, Alemania,

El Museo arqueológico Castillete de Colombi (nombre local: Archäologisches Museum Colombischlössle) es un museo municipal de Friburgo de Brisgovia, Baden-Wurtemberg, Alemania, que está ubicado en la mansión neogótica Castillete de Colombi.
De 1909 a 1923 ya había un museo en el edificio, a saber el museo de arte municipal. Posteriormente fue utilizado como edificio administrativo. A partir de su remodelación en 1983 alberga el museo arqueológico.
El museo exhibe objetos arqueológicos de todas las épocas de la historia como estatuillas femeninas de la Edad de Piedra, representaciones de la luna de la Edad del Bronce, preciosidades procedentes de tumbas principescas celtas, hallazgos de la época del imperio romano como del castrum de Dangstetten en el distrito de Waldshut así como de mansiones, aldeas y santuarios, objetos preciosos de los campos funerarios de los alamanes de Hüfingen y Bräunlingen en el distrito de Selva Negra-Baar, hallazgos de tumbas de Friburgo y alrededores de la Edad Media. Modelos y eventos de acompañamiento ilustran las circunstancias de vida de cada época.